# 1,4-Диоксин
1,4-Диоксин — органическое гетероциклическое соединение, имеющее химическую формулу C4H4O2. Существуют изомерические формы 1,4-диоксин и 1,2-диоксин. 1,2-Диоксин является очень нестабильным соединением из-за его пероксидоподобных характеристик.

Скелетная формула и схемы нумерации заместителей изомеров диоксина.

Зачастую название «диоксин» используется для семейства конденсированных производных дибензо[b,е]-1,4-диоксина — полихлорированных дибензодиоксинов.

## Получение
1,4-Диоксин получают путём циклоприсоединения, а именно реакции Дильса — Альдера фурановых и малеиновых ангидридов. У аддукта формируется двойная углеродная связь, которая преобразуется в эпоксид. Эпоксиды подвергаются ретро-реакции Дильса-Альдера, образуя 1,4-диоксин и восстанавливающиеся малеиновые ангидриды.

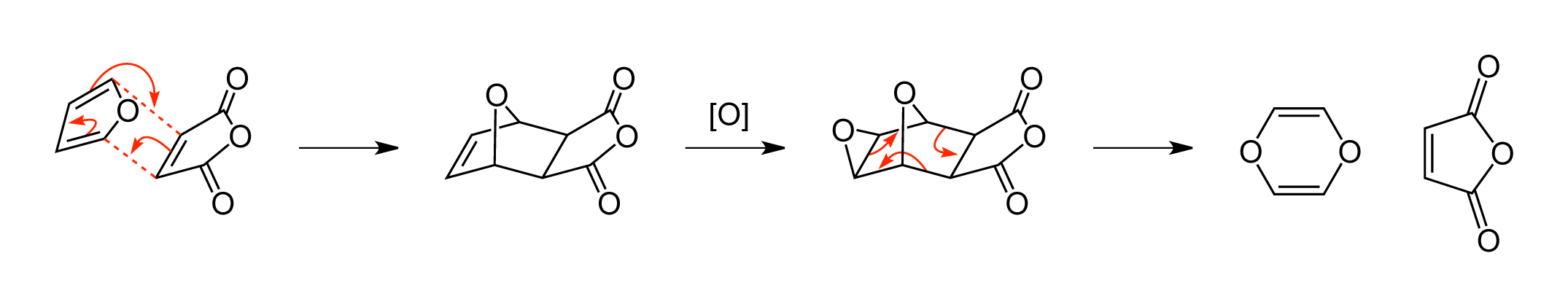
Схема, описывающая синтез 1,4-диоксина в 1994 году

## Производные

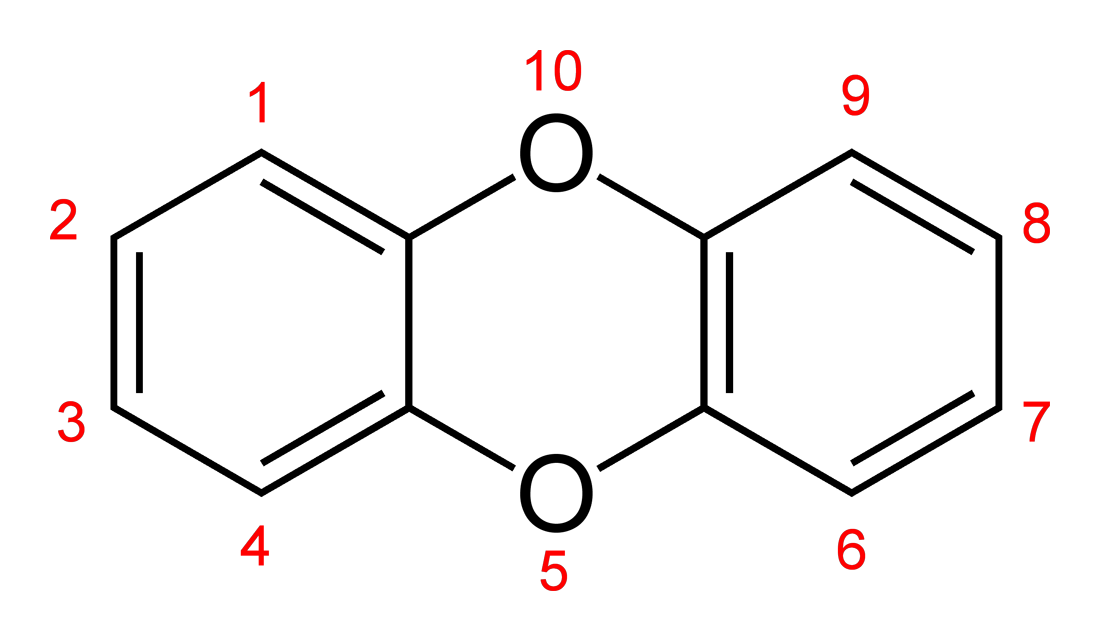
Скелетная формула с пронумерованными заместителями на схеме дибензо-1,4-диоксина

Слово «диоксин» можно отнести к соединениям, у которых в ядре скелетной структуры присутствует диоксин с заместителем молекулярной группы. Например, структура соединения дибензо-1,4-диоксина состоит из двух бензогрупп, сплавленных с кольцами 1,4-диоксина.